# Val Eglantier
Val Eglantier este o arie protejată (sit de importanță comunitară — SCI) din Franța întinsă pe o suprafață de 9,94 ha, integral pe uscat.

## Localizare
Centrul sitului Val Eglantier este situat la coordonatele 49°29′38″N 0°27′42″E / 49.49389°N 0.46167°E.

## Înființare
Situl Val Eglantier a fost declarat arie specială de conservare în baza directivei 92/43 din 1992 referitoare la conservarea habitatelor naturale și a faunei și florei sălbatice pentru a proteja 7 specii de animale.

## Biodiversitate
Situată în ecoregiunea atlantică, aria protejată conține 3 habitate naturale: Liziere de ierburi înalte hidrofile de câmpie și de nivel montan până la alpin, Cursuri de apă de la nivel de câmpie la nivel montan, cu vegetație Ranunculion fluitantis și Callitricho-Batrachion, Păduri aluvionare cu Alnus glutinosa și Fraxinus excelsior (Alno-Padion, Alnion incanae, Salicion albae).
La baza desemnării sitului se află mai multe specii protejate:
- mamifere (1): liliac cu urechi mari (Myotis bechsteinii)
- nevertebrate (2): Euplagia quadripunctaria, rădașcă (Lucanus cervus)
- pești (4): zglăvoacă (Cottus gobio), Cottus perifretum, Lampetra fluviatilis, cicar (Lampetra planeri)

Pe lângă speciile protejate, pe teritoriul sitului au mai fost identificate 1 specie de plante, 1 specie de pești.